# Sam Cooke
Samuel Cooke, detto Sam (Clarksdale, 22 gennaio 1931 – Los Angeles, 11 dicembre 1964), è stato un cantante, compositore e produttore discografico statunitense, di musica gospel, R&B, soul e pop.
Musicisti e critici oggi lo ritengono uno dei fondatori della soul music e uno dei più importanti cantanti della storia di questo genere. È stato definito da molti "il re del soul" (e, a parere di Jerry Wexler dell'Atlantic Records, il miglior cantante di tutti i tempi). Piazzò 29 singoli nella "Top 40" negli USA tra il 1957 e il 1965 ed è considerato spesso come "il creatore" del genere. Grandi successi come You Send Me, Twistin' the Night Away, Chain Gang, Wonderful World, Bring It On Home to Me e A Change Is Gonna Come sono tra le sue canzoni più popolari.
La rivista Rolling Stone lo ha posizionato al quarto posto tra i migliori cantanti di sempre e al sedicesimo nella lista dei più grandi artisti di tutti i tempi.
Cooke fu tra i primi artisti neri a occuparsi anche degli aspetti imprenditoriali della sua attività: fondò sia un'etichetta discografica che una casa editrice, come ampliamento della sua carriera di cantante e compositore. Prese anche parte attivamente nel Movimento per i Diritti Civili (American Civil Rights Movement), usando le proprie capacità musicali per creare legami tra il pubblico di colore e il pubblico bianco.

## Biografia
Sam Cook nacque a Clarksdale, nello Stato del Mississippi. Aggiunse una "e" alla fine del suo cognome perché pensava desse un tocco di classe. Era uno dei sette figli di Annie Mae e del reverendo Charles Cook, un ministro della Chiesa battista. Con la famiglia si trasferì a Chicago nel 1933 e iniziò a cantare gospel fin da piccolo, guadagnandosi negli anni una certa fama come membro del gruppo "The Soul Stirrers". Il suo primo singolo pop, Lovable (1956), fu pubblicato con lo pseudonimo di "Dale Cooke"; vi era infatti una considerevole avversione verso gli artisti gospel che cantassero anche musica profana.
Tuttavia lo pseudonimo non riuscì a mascherare le capacità vocali di Sam Cooke, che venne notato. Art Rupe, capo dell'etichetta Specialty Records, la stessa dei "Soul Stirrers", diede il beneplacito a Cooke di incidere con il suo vero nome, ma non era soddisfatto delle sonorità che Cooke e il produttore Robert "Bumps" Blackwell stavano elaborando. Rupe si aspettava invece qualcosa di simile allo stile di un altro artista dell'etichetta, Little Richard. Dopo una lite tra Rupe e Blackwell, quest'ultimo lasciò l'etichetta, seguito da Cooke.
Nel 1957 Cooke firmò un contratto con la Keen Records; il suo primo singolo fu You Send Me/Summertime, che rimase sei settimane al numero uno della classifica R&B di Billboard. La canzone ebbe notevole successo anche fuori dal pubblico R&B, tenendo la prima posizione nella classifica pop per tre settimane. Con il crescente successo, Cooke fondò una propria etichetta, la SAR Records, che presto annoverò tra i propri artisti The Simms Twins, The Valentinos, Bobby Womack e Johnnie Taylor. Cooke quindi creò una società di stampa e di gestione, e dunque lasciò la Keen per passare alla RCA Victor. Uno dei suoi primi successi con la RCA fu il singolo Chain Gang che raggiunse il numero 2 nella classifica Billboard pop. Seguirono altri successi, tra cui Sad Mood, Bring It On Home to Me (con Lou Rawls all'accompagnamento vocale), Another Saturday Night e Twistin' the Night Away.
Come gran parte degli artisti R&B dell'epoca, Cooke si dedicava più che altro ai pezzi singoli; in tutto ne portò 29 nella classifica "top 40" pop e ben di più nella classifica R&B. Nonostante ciò, pubblicò anche un album, Night Beat, con influenze blues, che ricevette ottime critiche. Scrisse anche brani interpretati successivamente da altri cantanti.
Cooke morì all'età di 33 anni in circostanze non del tutto chiarite l'11 dicembre 1964, nell'Hacienda Motel a Los Angeles; la versione ufficiale afferma che Sam Cooke venne ucciso con tre colpi di pistola calibro 22 dalla dipendente Bertha Franklin, la quale sostenne di essere stata minacciata da Cooke ubriaco e di avergli sparato per legittima difesa. Secondo quanto dichiarato dalla Franklin, prima di cadere a terra esanime Cooke avrebbe detto: «Lady, you shot me» ("Signora, mi ha sparato") in un tono di voce che esprimeva perplessità piuttosto che rabbia. La sentenza fu di "omicidio giustificabile", anche se furono in molti a pensare che l'accaduto fu trattato in modo superficiale. L'amico Muhammad Ali quando, durante la veglia funebre, gli rese omaggio disse: «Se Cooke fosse stato Frank Sinatra, uno dei Beatles, o Ricky Nelson l'FBI starebbe ancora investigando».(If Cooke had been Frank Sinatra, the Beatles or Ricky Nelson, the FBI would be investigating)
Cooke fu sepolto a Glendale, in California.
Alcune canzoni furono pubblicate postume, molte delle quali divennero dei successi; tra le altre si ricorda A Change Is Gonna Come, una delle prime canzoni di protesta, considerata generalmente come una delle sue opere maggiori. Dopo la morte di Cooke, la sua vedova Barbara sposò Bobby Womack. La figlia di Cooke, Linda, sposò in seguito il fratello di Bobby, Cecil. Cooke fu tra i primi personaggi inseriti nella Rock and Roll Hall of Fame, nel 1986.

## L'influenza
L'influenza di Cooke fu notevole: a lui si ispirarono artisti quali Rod Stewart, Southside Johnny, The Animals, Simon and Garfunkel, Van Morrison, James Taylor, i Beatles (in particolare John Lennon), John Mayer, Bob Dylan, Bruce Springsteen, Steve Marriott, Terry Reid, Steve Perry; nel genere R&B tra i vicini a Cooke si possono citare Smokey Robinson, Marvin Gaye, Otis Redding, David Ruffin, Bobby Womack, Johnnie Taylor, Lou Rawls, Al Green, The Temptations, Philippe Wynne, Aretha Franklin, Mavis Staples, Ben E. King.

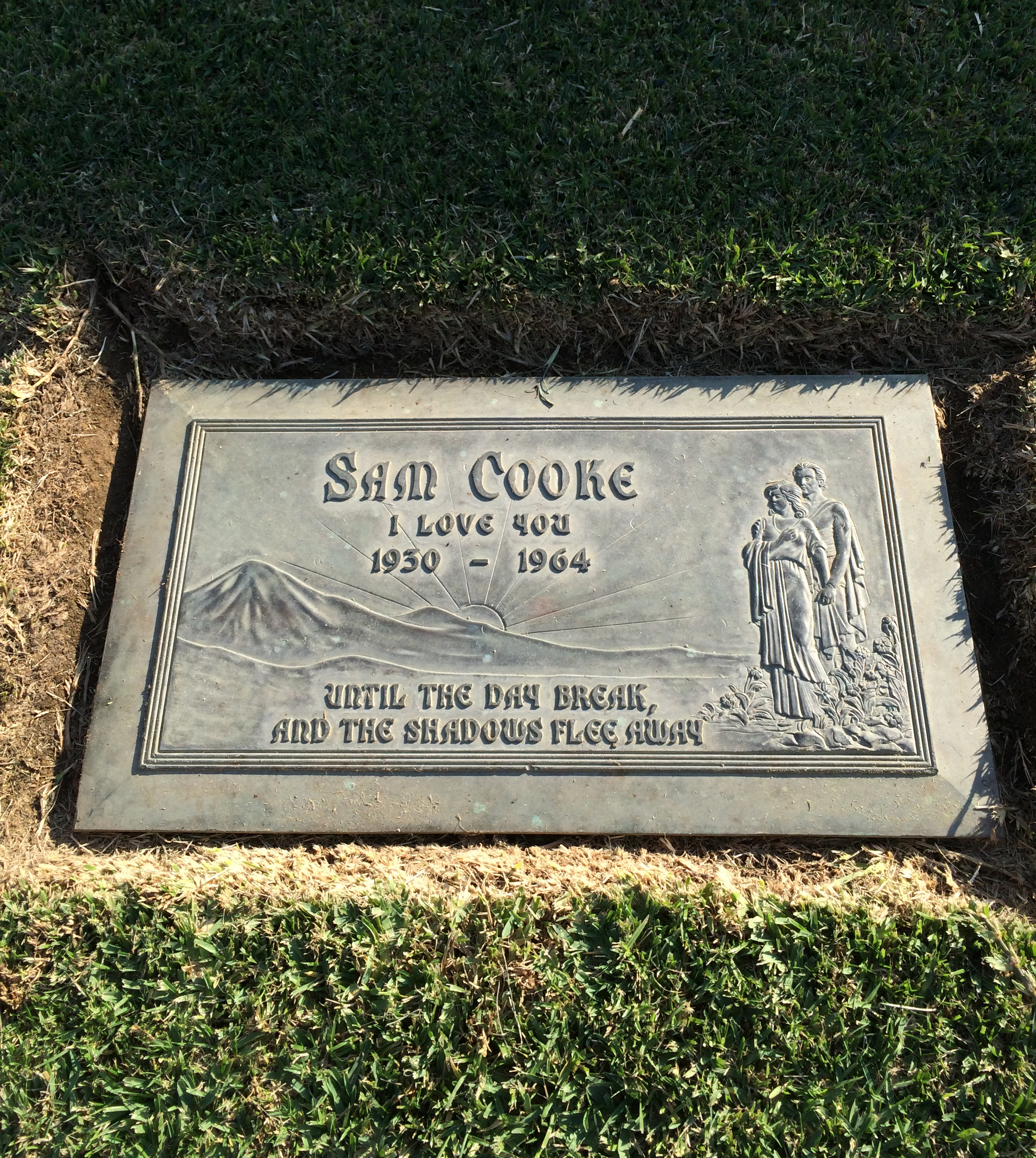
La tomba di Sam Cooke nel cimitero di Glendale (California)

Il brano A Change Is Gonna Come venne inserito nella colonna sonora del film Malcolm X di Spike Lee e interpretato anche da Bob Dylan nel 2004. Il rapper 2Pac fa riferimento a Sam Cooke in un verso della canzone Thugz Mansion, così come il rapper Nas, che lo cita nel pezzo We Major con Kanye West. Nel pezzo dei the Roots Stay Cool il testo recita: «I got the soul of a young Sam Cooke» ("Ho l'anima di un giovane Sam Cooke").
Cat Stevens pubblicò nel 1974 l'album Greatest Hits, inserendo una reinterpretazione di Another Saturday Night. Cooke divenne un'importante ispirazione per lo stile canoro di Bob Marley. John Landis usò molti dei dischi di Cooke nei suoi film, come Animal House e Un lupo mannaro americano a Londra.
Cooke influenzò la cantante punk Mia Zapata dei The Gits, che gli resero omaggio con una cover di A Change Is Gonna Come nel loro album Enter: The Conquering Chicken. Poco dopo la sua scomparsa, la Motown Records pubblicò We Remember Sam Cooke, una raccolta di cover di Cooke incisa dalle The Supremes.
Dopo essere stata in evidenza nella colonna sonora del film del 1985 Witness - Il testimone (con Harrison Ford), la canzone Wonderful World venne ripubblicata, giungendo al numero 2 nelle classifiche inglesi.
Nel 1999 fu assegnato a Cooke il Grammy Award alla carriera e nel 2004 la rivista Rolling Stone lo mise al sedicesimo posto nella lista dei cento più grandi artisti di ogni tempo; nel 2008 il medesimo magazine lo pose al quarto posto nella classifica dei cento migliori cantanti di sempre.
Erik Greene scrisse Our Uncle Sam: The Sam Cooke Story From His Family's Perspective, un libro dedicato alla vita, alla musica e alla morte di Cooke.
Nel 2007 il gruppo rock irlandese Jetplane Landing inserirono nel loro album Backlash Cop un pezzo intitolato Sam Cooke.

## Discografia

### Album in studio
- 1958 - Sam Cooke (Keen Records, A 2001)
- 1958 - Encore (Keen Records, A 2003)
- 1959 - Tribute to the Lady (Keen Records, A 2004)
- 1959 - Hit Kit (Keen Records, 86101)
- 1960 - The Wonderful World of Sam Cooke  (Keen Records, 86106)
- 1960 - Cooke's Tour (RCA Victor, LPM-LSP 2221)
- 1960 - Hits of the 50's  (RCA Victor, LPM-LSP 2236)
- 1961 - Sam Cooke (RCA Victor, LPM-LSP 2293)
- 1961 - My Kind of Blues (RCA Victor, LPM-LSP 2392)
- 1962 - Twistin' the Night Away (RCA Victor, LPM-LSP 2555)
- 1963 - Mr. Soul (RCA Victor, LPM-LSP 2673)
- 1963 - Night Beat (RCA Victor, LPM-LSP 2709)
- 1964 - Ain't That Good News
- 1965 - Shake
- 1965 - Try a Little Love

### Singoli
- 1957 - I'll Come Running Back To You/Forever (Speciality, 619)
- 1957 - That's All I Need To Know/I Don't Want To Cry (Speciality, 627)
- 1957 - For Sentimental Reasons/Desire me (Keen Records, 34002 - 45 giri; 44002 - 78 giri)
- 1957 - You Were Made for Me/Lonely Island (Keen Records, 34009 - 45 giri; 44009 - 78 giri)
- 1957 - You Send Me/Summertime (Keen Records, 34013 - 45 giri; 44013 - 78 giri)
- 1958 - Stealing Kisses/All Of My Life  (Keen Records, 32005 - 45 giri; 42005 - 78 giri)
- 1958 - Win Your Love for Me/Love Song From "Houseboat" (Almost In Your Arms)  (Keen Records, 32006 - 45 giri; 42006 - 78 giri)
- 1959 - Everybody Likes to Cha Cha Cha/Little Things You Do  (Keen Records, 32018 - 45 giri; 42018 - 78 giri)
- 1959 - Only Sixteen/Let's Go Steady Again  (Keen Records, 32022 - 45 giri; 42006 - 78 giri)
- 1959 - There, I've Said It Again/One Hour Ahead Of The Posse  (Keen Records, 82105)
- 1960 - Teenage Sonata
- 1960 - Wonderful World
- 1960 - Chain Gang
- 1960 - Sad Mood
- 1961 - That's It - I Quit - I'm Movin' On
- 1961 - Cupid
- 1961 - Feel It
- 1962 - Twistin' the Night Away
- 1962 - Having a Party
- 1962 - Bring It On Home to Me
- 1962 - Nothing Can Change This Love
- 1962 - Somebody Have Mercy
- 1963 - Send Me Some Lovin'
- 1963 - Baby, Baby, Baby
- 1963 - Another Saturday Night
- 1963 - Frankie and Johnny
- 1963 - Little Red Rooster
- 1964 - A Change Is Gonna Come
- 1965 - Shake

### Live
- 1964 - Sam Cooke at the Copa
- 1985 - Live at the Harlem Square Club, 1963

### Split
- 1960 - I Thank God (con The Original Blind Boys e The Gospel Harmonettes)
- 1964 - 3 Great Guys (con Paul Anka e Neil Sedaka)

### Raccolte
- 1959 - The Soul Stirrers Featuring Sam Cooke
- 1959 - Hit Kit
- 1962 - The Best of Sam Cooke
- 1965 - The Best of Sam Cooke Volume 2
- 1966 - The Unforgettable Sam Cooke
- 1968 - The Man Who Invented Soul
- 1968 - The One and Only Sam Cooke
- 1969 - Sam's Songs
- 1969 - Only 16-Hit Songs of the 50s & 60s
- 1969 - So Wonderful
- 1969 - Everybody Likes to Cha Cha Cha
- 1969 - The Gospel Soul of Sam Cooke with the Soul Stirrers, Volume 1
- 1970 - This Is Sam Cooke
- 1970 - Two Sides of Sam Cooke
- 1970 - Sam Cooke
- 1970 - Gospel Soul of Sam Cooke with the Soul Stirrers, Volume 2
- 1970 - That's Heaven to Me
- 1971 - Soulin' Sam Cooke-Right On
- 1971 - The Legendary Sam Cooke
- 1973 - The Unforgettable
- 1974 - A Collection of Memories
- 1974 - The Legendary
- 1974 - You Send Me
- 1975 - Sam's Soul
- 1975 - Songs of Sam Cooke and Others
- 1975 - Gold Deluxe
- 1975 - Interprets Billie Holiday
- 1975 - Forever
- 1976 - The Legendary
- 1976 - The Golden Age Of
- 1976 - Solid Gold
- 1977 - 20 Greatest Hits
- 1977 - Gospel in My Soul
- 1977 - His Greatest Hits
- 1977 - A Further Collection : Undiscovered Songs by Sam Cooke and Others
- 1978 - The Inspirational Magic of Sam Cooke
- 1978 - The Legendary Soul of Sam Cooke
- 1979 - My Foolish Heart
- 1979 - The Pick Of...
- 1980 - Best
- 1981 - 20 Great Hits
- 1981 - Evergreen - 20 Great Songs
- 1981 - Sam Cooke
- 1982 - You Send Me
- 1984 - Solitude
- 1985 - Soul Collection
- 1986 - The Man and His Music
- 1986 - Wonderful World
- 1986 - The Sam Cooke Sampler
- 1987 - The Gospel Soul of Sam Cooke with The Soul Stirrers
- 1988 - An Original
- 1988 - Diamond Series - 16 Top Tracks
- 1988 - The Wonderful World of Sam Cooke
- 1988 - Heavens in My Home
- 1988 - For Sentimental Reasons
- 1989 - The World of Sam Cooke
- 1989 - Sam Cooke
- 1989 - In the Beginning
- 1989 - A Portrait of Sam Cooke
- 1990 - Let the Good Times Roll
- 1993 - The Great Sam Cooke
- 1993 - Gold
- 1995 - The Rhythm and the Blues
- 1995 - Sam Cooke
- 1996 - Original Legends Version
- 1999 - All Hits
- 2000 - Hits!
- 2000 - The Man Who Invented Soul
- 2001 - Keep Movin' On
- 2002 - The Complete Specialty Recordings
- 2003 - Portrait of a Legend 1951-1964
- 2005 - Peace in the Valley
- 2005 - My Gospel Roots
- 2006 - Specialty Profiles: Sam Cooke with the Soul Stirrers
- 2007 - Wonderful
- 2008 - Forever
- 2008 - Here's Sam Cooke
- 2009 - Heroes Collection
- 2010 - For Always: 20 Beloved Classics
- 2010 - 75
- 2012 - The Absolutely Essential 3 CD Collection
- 2013 - The Singles Collection
- 2013 - Greatest Hits
- 2014 - Playlist: The Very Best of Sam Cooke
- 2015 - The Songwriter
- 2016 - King of Soul